# Sri Purnomo
Sri Purnomo is een bestuurslaag in het regentschap Tanggamus van de provincie Lampung, Indonesië. Sri Purnomo telt 1906 inwoners (volkstelling 2010).